# Campelo (Negreira)
Campelo (llamada oficialmente San Fins de Campelo) es una parroquia y un lugar español del municipio de Negreira, en la provincia de La Coruña, Galicia.

## Entidades de población
Entidades de población que forman parte de la parroquia:
- Ameixeiras (As Ameixeiras)
- Campelo (San Fins)
- Rons

## Demografía

### Parroquia
| Gráfica de evolución demográfica de Campelo (parroquia) entre 2000 y 2018 |
|                                                                           |
| Datos según el nomenclátor publicado por el INE.                          |

### Lugar
| Gráfica de evolución demográfica de Campelo (lugar) entre 2000 y 2018 |
|                                                                       |
| Datos según el nomenclátor publicado por el INE.                      |